# Fritz Eichenberg
Fritz Eichenberg (* 24. Oktober 1901 in Köln; † 30. November 1990 in Peace Dale, Rhode Island, USA) war ein deutsch-amerikanischer Illustrator.

## Leben
Fritz Eichenberg war Sohn jüdischer Eltern, Siegfried Eichenberg (1861–1918) und Ida Marcus (1872–1955). Er absolvierte eine Lithografielehre beim Verlag Dumont Schauberg, besuchte die Städtische Handwerker- und Kunstgewerbeschule in Köln, die Hochschule für Grafik und Buchkunst Leipzig und studierte Kunst bei Hugo Steiner-Prag. 1923 zog er nach Berlin und begann als freischaffender Künstler, für Buch- und Zeitschriftenverlage zu arbeiten. Seine Karikaturen in der Publikumszeitschrift UHU setzten sich unter anderem kritisch mit dem Aufstieg der Nationalsozialisten auseinander. So entwickelte er für den UHU 1931 eine Bildstrecke mit dem Titel „Unglaubliche Geschichten“ und zeichnete zum Beispiel Hitler mit spiegelverkehrtem SS-Aufnäher, wie er demütig in Stockholm den Friedensnobelpreis entgegennimmt.
Nach der Machtergreifung der Nazis wanderte Eichenberg mit seiner Frau, seiner Mutter und seinen Kindern in die USA aus und ließ sich in New York City nieder. Er nahm Lehraufträge an mehreren Hochschulen an, unter anderem an der New School for Social Research und dem Pratt Institute in New York, sowie an der Universität von Rhode Island. Bei dem Regierungsprojekt Works Progress Administration zur Bekämpfung der Massenarbeitslosigkeit betreute er den Kunstbereich (Federal Art Project). Fritz Eichenberg wurde 1949 zum Mitglied (NA) der National Academy of Design gewählt.
Seine Illustrationen erschienen in den amerikanischen Ausgaben großer Romane von Tolstoi bis Grimmelshausen. Eichenberg schrieb und illustrierte auch Kinderbücher. Zu den bekanntesten gehörte ein Alphabet, bei dem die Buchstaben aus Tieren bestehen (Ape in a Cape: An Alphabet of Odd Animals, 1988). Schon als Kind zogen ihn Taoismus und Pazifismus an. Nach dem Tod seiner Frau 1937 wandte er sich dem Zen-Buddhismus zu, blieb jedoch bis zu seinem Tod den Quäkern und Katholiken verbunden. 1949 wurde er Mitglied der National Academy of Design in New York. 1960 traf er zusammen mit einer Gruppe von Quäkern den sowjetischen Staatschef Nikita Chruschtschow. Aus diesem Treffen resultierte unter anderem eine Ausstellung US-amerikanischer Grafik in der Sowjetunion. In zweiter Ehe war er seit den 1970er Jahren mit der Berliner Grafikerin Antonie (Toni) Schulze-Forster (Berlin 1924-1995 Peace Dale) verheiratet, Witwe des Professors für Grafik an der Hochschule der Künste in Berlin Richard Blank (1901–1972).

## Illustrierte Bücher (Auswahl)
- Das Volksbuch vom Till Eulenspiegel, Lothar Joachim Verlag Leipzig 1925.
- Jonathan Swift: Lemuel Gullivers Reisen in verschiedene Länder, Reihe „Epikon - Eine Sammlung klassischer Romane“, Der Büchermarkt GmbH Berlin 1925.
- Wolf Durian: Kai aus der Kiste, Franz Schneider Verlag Leipzig 1927.
- Peter Mattheus: Lies erhält den Führerschein, Herold-Verlag Stuttgart 1937.
- Ala Herrmann: Ein ganzer Kerl - Erzählung aus der Zeit Maria Theresias, Franz Schneider Verlag Berlin, Leipzig und Wien 1937
- Jonathan Swift: Gulliver's Travels - An Account of the Four Voyages into Several Remote Nations in the World, illustrated with Engravings on Wood, The Heritage Press New York 1940.
- Charlotte Brontë: Jane Eyre, Random House New York 1943.
- Edgar Allan Poe: Tales, with an introduction by Hervey Allen, Random House New York 1944.
- Emily Brontë: Wuthering Heights, Random House New York 1945.
- J. J. Chr. von Grimmelshausen: The Adventures of Simplicissimus, in a new translation by John P. Spielman, printed for the members of the Limited Editions Club New York 1981.
- Fritz Eichenberg: A Dance of Death. A Graphic Commentary on the Danse Macabre through the Centuries, Abbeville Press New York 1983.
- Dorothy Day: The Long Loneliness: The Autobiography of Dorothy Day. HarperOne, New York 1997, ISBN 978-0-06-061751-6.